# Rejon humański
Rejon humański (ukr. Уманський район) – rejon na Ukrainie, w obwodzie czerkaskim, z siedzibą w Humaniu. Jego powierzchnia wynosi 4511,6 km², zaś liczba ludności wynosi 247,8 tys. osób.
Na terenie rejonu znajduje się 12 hromad:
- 4 miejskie:
  - Chrystyniwka(inne języki)
  - Humań(inne języki)
  - Monastyryszcze(inne języki)
  - Żaszków(inne języki)
- 3 sełyszczne(inne języki):
  - Babanka(inne języki)
  - Buki(inne języki)
  - Mańkówka(inne języki)
- 5 wiejskich:
  - Baszteczki(inne języki)
  - Dmytruszki(inne języki)
  - Iwańky(inne języki)
  - Ładyżynka(inne języki)
  - Pałanka(inne języki)

Rejon został utworzony 19 lipca 2020 roku decyzją Rady Najwyższej z 17 lipca 2020 roku o przeprowadzeniu reformy administracyjno-terytorialnej Ukrainy. W jego skład weszły dotychczasowe rejony:
- chrystyniwski
- humański (1923–2020)
- żaszkowski
- monastyryszczeński
- mańkiwski
- Humań (dotychczas miasto wydzielone)